# Chalciope trigonodesia
Chalciope trigonodesia is een vlinder uit de familie spinneruilen (Erebidae). De wetenschappelijke naam is voor het eerst geldig gepubliceerd in 1915 door Strand.
De soort komt voor in tropisch Afrika.